# 彼得·库兹米奇·科兹洛夫

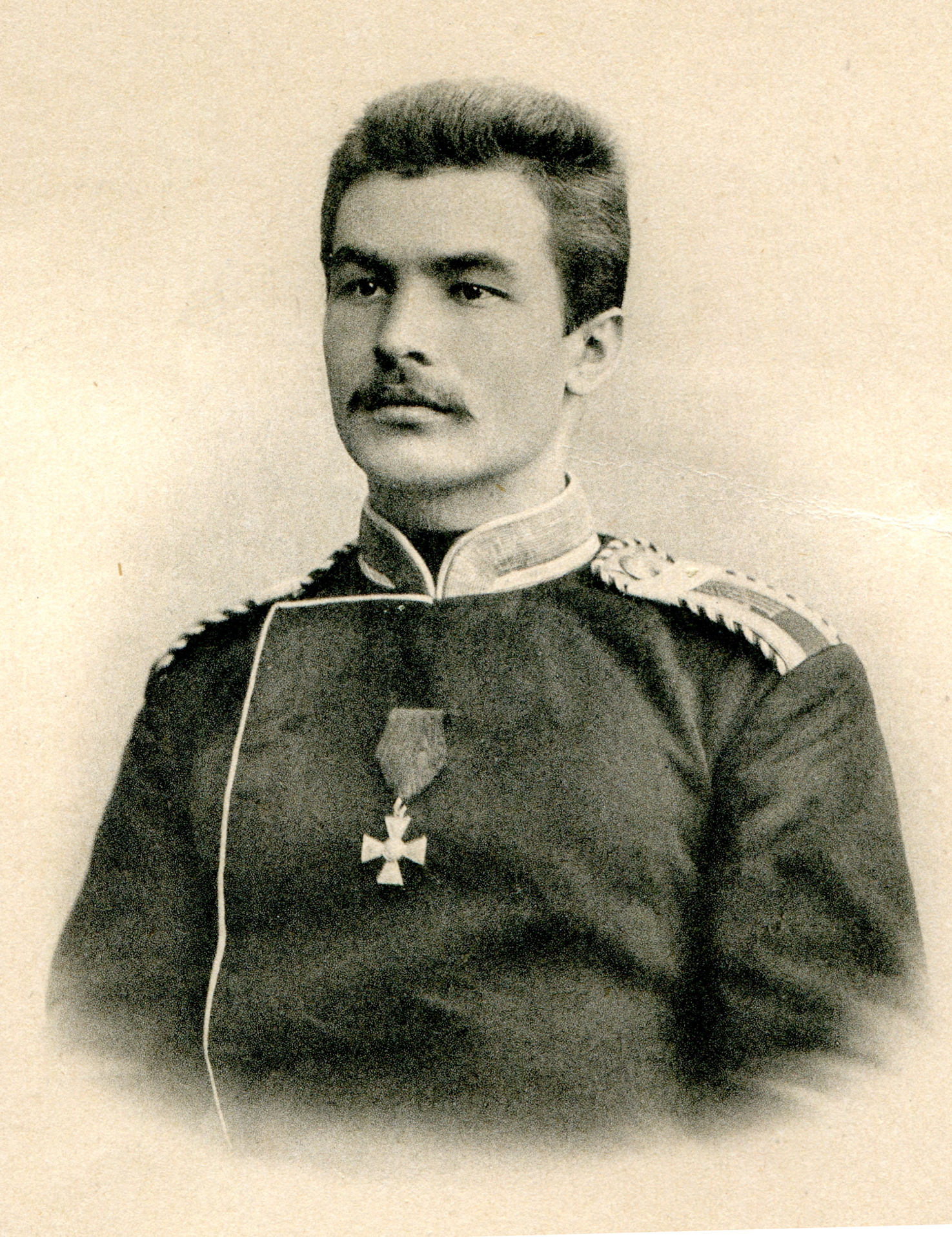
年輕時期的科茲洛夫

彼得·库兹米奇·科兹洛夫（1863年10月3日—1935年9月26日），俄国探险家、考古学家。
科兹洛夫出生于沙俄斯摩棱斯克省霍夫希施那镇的一个商人家庭。1881年在小酒店工作的科兹洛夫结识了世界著名探险家普尔热瓦尔斯基。1884年起开始随普尔热瓦尔斯基在中国新疆、西藏以及蒙古一带探险。完成了普尔热瓦尔斯基领导的第四次中亚探险活动。之后，被普尔热瓦 尔斯基推荐到圣彼得堡军官学校学习。1888年，科兹洛夫少尉参加了普尔热瓦尔斯基领导的第五次探险，在哈萨克伊克塞湖附近普尔热瓦尔斯基因喝河水中毒而突然去世，科兹洛夫与其他队员共同完成了这次探险任务。以后又参加了两次其他人组织的中亚探险。
1899年，科兹洛夫亲任队长到中亚进行新的探险考察，将考察队分成两组，其中一个组到达了额济纳河谷地。这次在黄河河源地区的考察非常成功。1905记录这次考察内容的数卷巨著《蒙古与卡姆》在圣彼得堡出版发行。因这次考察而获得了俄国皇家地理学会金质奖章，还被推选为这个学会的名誉会员。
1907年10月，科兹洛夫在俄国政府和俄国皇家地理学会的支持下，开始了第六次中亚地区探险考察——“蒙古四川考察”。考察的任务分为三个部分，一是顺路考察蒙古中南部，二是考察青海湖，三是考察四川西北部。1908年3月19日，科兹洛夫到达了哈拉浩特古城——内蒙古阿拉善盟额济纳旗境内的额济纳河下游接近居延海的地区发现西夏古城黑水城遗址，从中发掘出大量文物三千余件，其中包括目前仅存的西夏文、汉语双语词典番汉合时掌中珠。在一座佛塔中，找到了3本古书、30个有西夏文的本子和一幅“阿弥陀佛现身像”。从商贸大街一座房子附近挖出整整一套元朝纸币，厚度达15厘米，大小规格不一，都盖着红印。1908年3月30日探险队拔营向阿拉善衙门所在地定远营赶去。4月21日到达定远营。1908年7月6日科兹洛夫一行离开了定远营前往青海湖考察。1908年12月7日，于青海省贵德收到了圣彼得堡俄国皇家地理学会的来信，称包括俄国科学院在内的圣彼得堡科学家都高度评价考察队在哈拉浩特的发掘成果，认为哈拉浩特是西夏王朝的首都遗址，有彻底挖掘的必要性，要把所有的精力都放到哈拉浩特上，建议他放弃四川西北部的考察，返回戈壁沙漠对哈拉浩特这个死亡之城继续进行补充性考察，不要怕花时间和精力，也不要吝啬金钱。1909年3月10日，科兹洛夫离开西宁，经兰州北返，4月7日抵达定远营。5月4日带着11峰骆驼的轻装考察小分队从定远营出发前往哈拉浩特。5月22日科兹洛夫第二次抵达哈拉浩特开始系统挖掘。在挖开城西380米处的一个佛塔，发现有大量的手稿、书籍、卷轴、铜佛像、木雕佛像、小佛塔。有西夏图书和手稿超过2000册，画在麻布、绢和纸上的佛像等画300多幅。1909年6月16日，科兹洛夫结束考察队在哈拉浩特的工作组织驼队归国。带回的来源于哈拉浩特的收藏品，有3500多件藏于冬宫博物馆，8000多件藏于俄国科学院东方研究所。此次探险，著有哈拉浩特的发掘报告和《蒙古·安多和死城哈拉浩特》（汉译《死城之旅》）。
经历了一战、1917年俄国革命、俄国内战之后的1924年，科兹洛夫又在蒙古国恰克图境内的诺彦乌拉山发现匈奴首领古墓群，获得大量中国汉朝和匈奴文物，但他自己不会写这次探险的报告书。这是由当时留学欧洲的梅原末治和苏联学者共同写的報告书，之后的研究者多数在斯大林的大清洗中被杀、报告书也无法出版。1960年终于由梅原出版了这份报告。
1926年后，科兹洛夫退出探险生涯，定居在诺夫哥罗德。